# Pesszárium

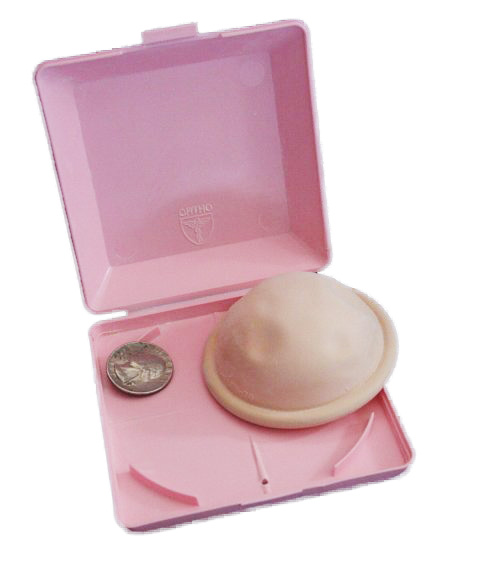
A pesszárium

A pesszárium egy méhnyakra felhelyezhető gumisapka, amely mechanikai úton akadályozza meg a fogamzást. 
Kör alakú, peremére kifeszített vékony rugalmas gumiból készült védekezési eszköz. Szexuális együttlét előtt fel kell helyezni a hüvelyen keresztül a méhszájra. A pesszárium felületére, különösen a peremére szoktak spermicid (spermaölő) gélt rakni, ami által a védettség fokozódik. A gumigyűrűt az együttlét után csak 6 órával szabad eltávolítani.
Magyarországon 2015 óta kapható változata a Caya pesszárium, egyméretű, korszerű eszköz, alapanyaga orvosi szilikon, hormonmentes. A hozzá ajánlott gélek is természetes hatóanyagúak (tejsav bázisúak), Caya gél és Contragel green a nevük. Elérhető még a hagyományos pesszárium is, amelynél 7 méretből, speciális orvosi mérés alapján választható ki a megfelelő méret.

## Alkalmazás

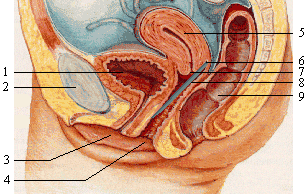
1: húgyhólyag, 2: szimfízis, 3: húgycsőnyílás, 4: hüvelybemenet, 5: méhtest, 6: hátsó hüvelyboltozat, 7: méhnyak, 8: pesszárium, 9: végbél

A pesszárium felhelyezése előtt alaposan kezet kell mosni, hogy elkerüljük a bakteriális fertőzéseket.
Vízbázisú síkosítóval kell bekenni a pesszárium szélét, hogy segítse a felhelyezést. Egy teáskanálnyi (5 ml) spermicid síkosítóval a középső részét és a szélét kenjük be felhelyezés előtt vagy felhelyezés után egy applikátor segítségével.
A szeretkezés előtt kell felhelyezni és a férfi utolsó magömlése után 6-8 órával kell eltávolítani a hüvelyből. Minden megismételt szexuális együttlét előtt újabb 5 ml spermicid gélt kell applikátorral a hüvelybe juttatni, de a pesszáriumot nem szabad a helyéről eltávolítani. Amikor legalább 6-8 óra eltelt az együttlét után, akkor el kell távolítani és langyos szappanos vízzel alaposan megtisztítani. 24 óránál tovább nem ajánlott bent hagyni.
A pesszáriumot olajbázisú termékekkel nem szabad használni. Az olajbázisú síkosítók és az olajtartalmú hüvelyben ható gyógyszerek használatakor a gumiból készült pesszáriumok elszakadhatnak.
A gumi egy idő után kezd elhasználódni. A használattól és a tárolási körülményektől függően 1-3 évente cserélni kell a gumiból készült pesszáriumokat. A szilikonból készült pesszáriumok tovább használhatók, akár 10 évig is.
Több különböző méretű pesszárium létezik. A nőnek megfelelő méret kiválasztását a nőgyógyász végzi el.
A helyesen felhelyezett pesszárium befedi a méhnyakat és a szeméremcsont mögött helyezkedik el. Ha a megfelelő méretű pesszárium helyett kisebb van felhelyezve, akkor nem fedi be teljesen a méhnyakat és közösülés közben elmozdulhat onnan. Ha nagyobbat használunk, akkor túl nagy nyomást fejt ki a húgycsőre és megakadályozza a húgyhólyag teljes kiürülését, ami megnöveli a húgyúti fertőzések kialakulásának esélyét. A túl nagy pesszárium megsértheti a hüvely falát és seb alakulhat ki.
Ha négy kilogrammnál nagyobb mértékben változik a nő testsúlya, akkor meg kell vizsgálnia nőgyógyásznak, hogy a továbbiakban mekkora pesszáriumot kell használni. A szokásos egészségügyi iránymutatás a nő testsúlyának csökkenésekor az, hogy nagyobb méretű pesszáriumot kell használni. Bár ezt sokan megkérdőjelezték.
Hüvelyi szülés után nagyobb méretűre kell cserélni.
A nő használhat különböző méretűeket, a menstruációs ciklus változásai szerint. Sokan menstruáció alatt nagyobbat használnak. Ovuláció idején is lehet nagyobbat felhelyezni.
Sok országban recept nélkül is be lehet szerezni.

## Működési elv
A pesszárium fizikai akadályt képez. Teljesen befedi a méhnyakat, ezért a méhszájon keresztül nem tudnak bejutni a spermiumok a méhbe. A pesszárium rugalmas pereme szorosan hozzáér a hüvely falához, ami tovább növeli a biztonságot.
A pesszárium megjelenésétől kezdve sokan úgy gondolják, hogy a spermicidek jelentősen növelik a hatékonyságot. A spermicid nélküli használat hatékonyságának megállapítására kevés vizsgálat történt.

## Előnyei
A pesszárium nem zavarja meg a női ciklust.
Akik ritkán élnek nemi életet, inkább mechanikus fogamzásgátlókat használnak, mert más fogamzásgátló eszközökkel szemben nem kell minden nap a születésszabályozással foglalkozni.
Kevésbé költséges más fogamzásgátló módszerekhez képest.

## Kockázatok
Azok a nők vagy partnereik, akik allergiásak a gumira, ne használjanak gumiból készült pesszáriumot!
Magas a húgyúti fertőzések kialakulásának esélye.
Toxikus sokk szindróma léphet fel.

## Történet
Azért, hogy ne jöjjön létre nem kívánt terhesség, már több ezer éve használnak különböző eszközöket a méhnyak befedésére. Több kultúrában olajos papírból készített tampont vagy megfelezett citromot alkalmaztak erre a célra. Cédrus gyantájából vagy mézből előállított ragadós készítményekkel növelték a hatásfokukat. Jóval később jelentek meg azok a pesszáriumok, amelyek nem mozdultak el, a perem belsejébe beépített rugónak köszönhetően.
Charles Goodyear 1844-ben feltalálta a gumi vulkanizálását, ami elősegítette a gumiból készült termékek létrejöttét.
Az 1880-as években megjelent Wilhelm Peter Johannes Mensinga német nőgyógyász írása egy olyan gumiból készült fogamzásgátló eszközről, amelynek a peremében rugó van. Mensinga a C. Hasse álnevet használta írásaiban. Hasse-Mensinga néven értékesítették ezt a fogamzásgátló eszközt. Évtizedekig ez volt az egyetlen beszerezhető pesszárium.
Edward Bliss Foote amerikai orvos az 1860-as években a modern pesszárium elődjét tervezte meg és később womb veil néven került forgalomba.
1940-ben a méhszájsapka népszerűbb volt Európában, az Amerikai Egyesült Államokban pedig a pesszárium volt a legszélesebb körben használt fogamzásgátló eszköz. Az 1960-ban megjelenő méhen belüli fogamzásgátló eszközök és fogamzásgátló tabletták miatt, a pesszáriumot használó nők száma drasztikusan csökkent.

## Fordítás
- Ez a szócikk részben vagy egészben a Diaphragm (contraceptive) című angol Wikipédia-szócikk ezen változatának fordításán alapul.  Az eredeti cikk szerkesztőit annak laptörténete sorolja fel. Ez a jelzés csupán a megfogalmazás eredetét és a szerzői jogokat jelzi, nem szolgál a cikkben szereplő információk forrásmegjelöléseként.